# Batu Manumpak (Nassau)
Batu Manumpak is een bestuurslaag in het regentschap Toba Samosir van de provincie Noord-Sumatra, Indonesië. Batu Manumpak telt 744 inwoners (volkstelling 2010).